# Alessandro Potenza
Alessandro Potenza (* 8. März 1984 in San Severo) ist ein ehemaliger italienischer Fußballspieler und heutiger Trainer. Er spielte auf der Position eines Verteidigers.

## Vereinskarriere
Alessandro Potenza begann seine Karriere bei der Jugendmannschaft von Inter Mailand. Zur Saison 2003/04 wurde er an den Aufsteiger Ancona Calcio ausgeliehen. Noch in der gleichen Spielzeit lieh Inter Potenza an den AC Parma (ab 2004/05 FC Parma) aus. Potenza blieb bis zur Saison 2004/05 in Parma, ehe er an Chievo Verona ausgeliehen wurde. Zur Saison 2005/06 lieh Inter Mailand Potenza an den spanischen Erstligisten RCD Mallorca aus. Nach einer Spielzeit in Spanien wechselte Potenza zum AC Florenz. 2008 schloss er sich CFC Genua an.

## Nationalmannschaft
Potenza gewann mit der italienischen U-19 die U-19-Europameisterschaft 2003 und mit der U-21 die U-21-Europameisterschaft 2004. Zudem nahm er an der U-21-Europameisterschaft 2006 teil, scheiterte dort mit dem Auswahl aber bereits in der Gruppenphase.

## Erfolge
- U-21-Europameister: 2004